# Придані підрозділи/Temp
Як пише військовий блогер Денис Янгол, причини такого явища полягають у кількох факторах:

1. Перебільшення можливостей підрозділу.
2. Своїх людей бережуть більше ніж придані сили, так як статистика втрат "наверх" подається від підрозділу
3. Не знання наявного озброєння в приданих підрозділах та його технічних характеристик та стану.
4. Не знання реального стану і готовності автопарку приданого підрозділу для виконання бойових задач.
5. Відсутність якісного зв'язку.
6. Особовий склад приданого підрозділу розкидають між підрозділами, доукомплектовуючи ними не комплектні свої підрозділи .